# Wisch (Plön)
Pour les articles homonymes, voir Wisch.
Wisch est une commune allemande de l'arrondissement de Plön, dans le Land de Schleswig-Holstein.

## Géographie
La commune se situe sur la mer Baltique, à 17 km de Kiel. La Bundesstraße 502 entre Kiel et Schönberg (Holstein) traverse son territoire. Le territoire comprend au nord une plage naturelle large de 4 km où se trouve la zone récréative de Heidkate.

## Histoire
Wisch est construit en 1216 puis détruit avant 1260 par une onde de tempête. Le village est reconstruit sur une colline. Depuis 1986, une digue haute de 4,5 m protège la plage et la zone de Heidkate.